# Église Saint-André d'Anvers
Pour les articles homonymes, voir Église Saint-André.
L'église Saint-André est un édifice religieux catholique de style baroque sis à Anvers, en Belgique sans le quartier de Saint-André. Construite au XVIe siècle comme église conventuelle des Augustins. Elle est aujourd'hui église paroissiale. 

## Historique
L'église est utilisée comme église paroissiale à partir de 1529.
En 1568, l'église est divisée entre réformés et catholiques.
Depuis le 25 novembre 2007, une partie de l'église fut aménagée pour devenir un 'musée d'église'.

## Personnalité
- Henri Conscience y fut baptisé en 1812.
- Gaston Berghmans y est enterré en mai 2016[2].
- Josephus Guilelmus Soussé y fut maitre de chant.

## Galerie

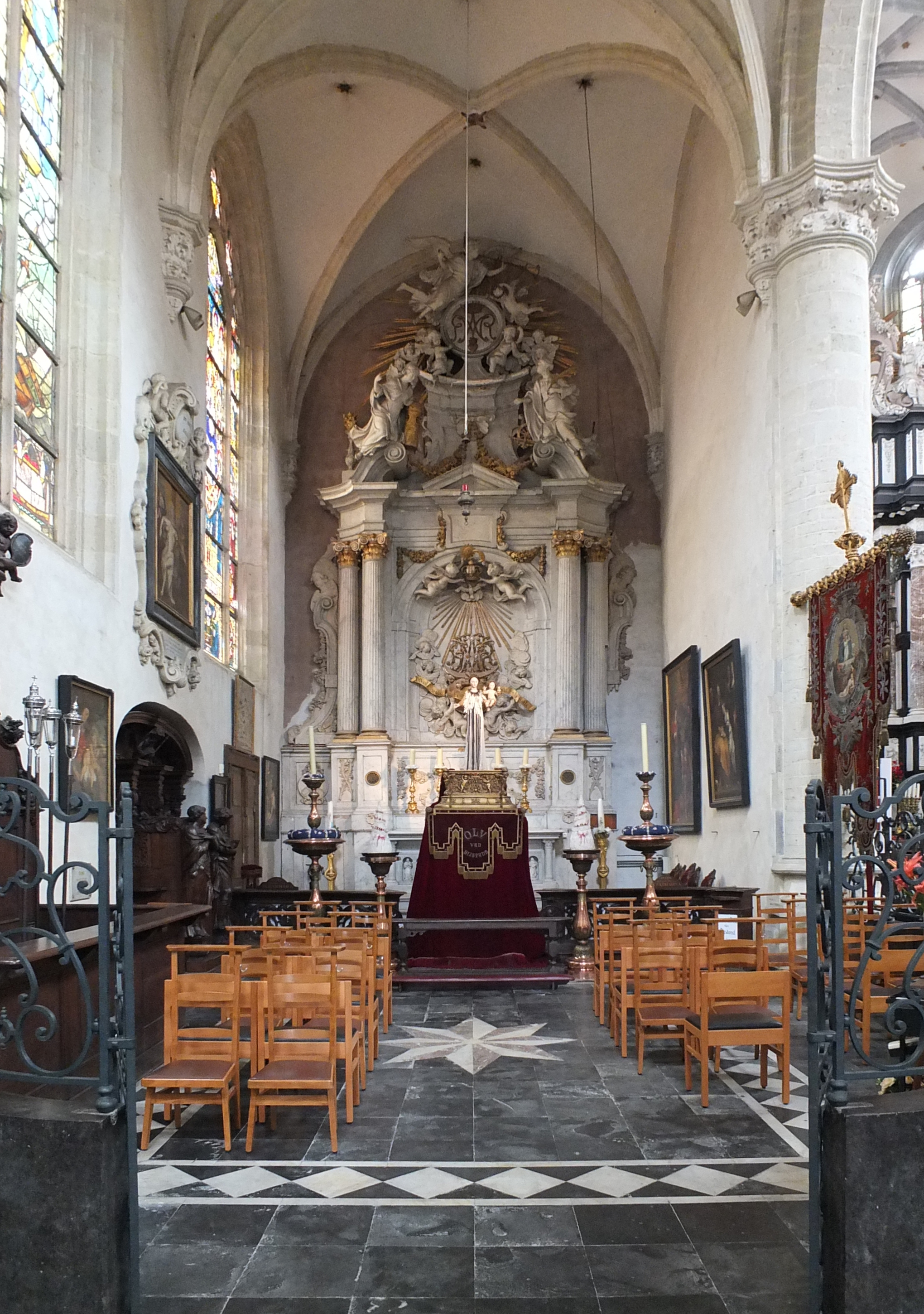
Chapelle mariale.
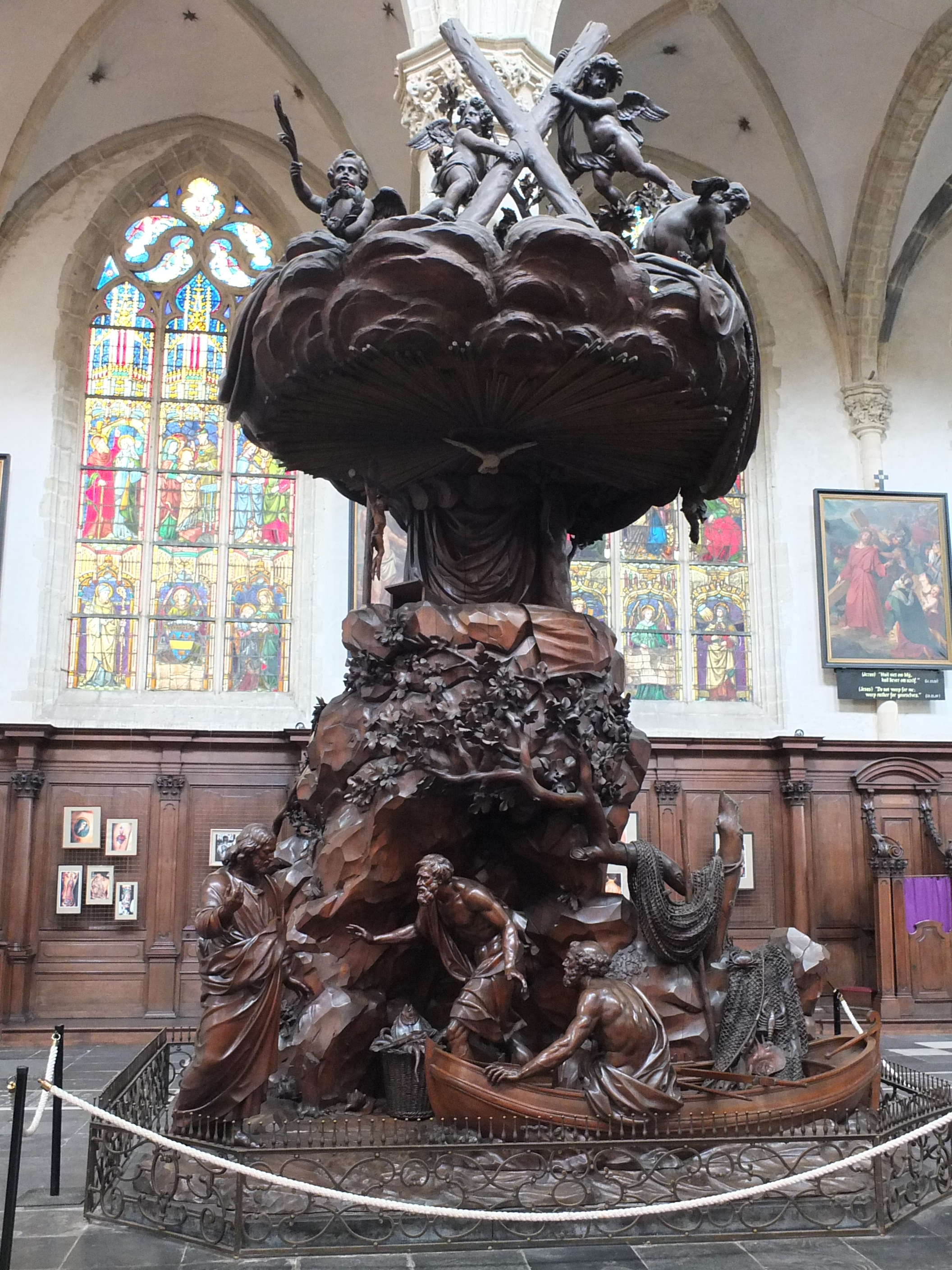
Chaire représentant l'appel de Simon-Pierre et André.